# Liste der spanischen Botschafter in Deutschland
Im Jahr 1856 wurden diplomatische Beziehungen Spaniens mit dem Bundestag des Deutschen Bunds in Frankfurt am Main aufgenommen.

## Missionschefs

### Gesandte beim Heiligen Römischen Reich

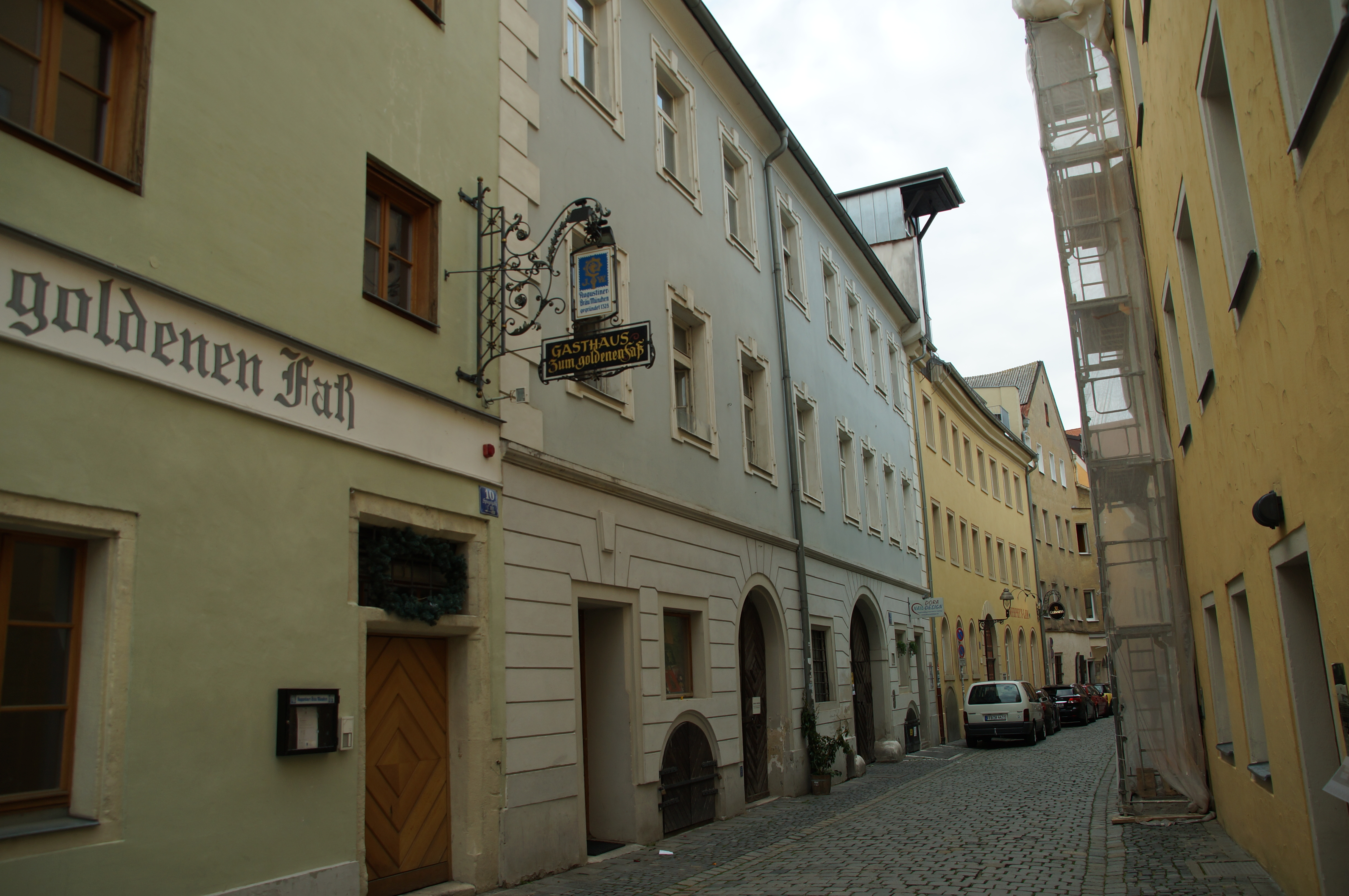
Spanische Gesandtschaft in der Regensburger Spiegelgasse 8 (bis 1806)

Spanische Gesandte beim Immerwährenden Reichstag in Regensburg.
| Name                                                | Anmerkungen               | Amtsantritt | Amtsende |
| --------------------------------------------------- | ------------------------- | ----------- | -------- |
| Gutierre Gomez de Fuensalida                        | (* 1450)                  | 1496        | 1509     |
| Francisco Hurtado de Mendoza, 1. marqués de Almazán | (* c. 1530; † 18.12.1591) | 1564        | 1578     |
| Juan de Borja y Castro                              |                           | 1578        | 1581     |
| Guillén de San Clemente                             |                           | 1581        | 1608     |
| Baltasar de Zúñiga                                  | Heiliges Römisches Reich  | 1608        | 1617     |

Zu spanischen Gesandten am römisch-deutschen Kaiserlichen Hof, siehe: Liste der spanischen Botschafter in Österreich

### Gesandte beim Deutschen Bund
Spanische Gesandte beim Bundestag des Deutschen Bund in Frankfurt am Main.
| Name                                        | Anmerkungen | Amtsantritt | Amtsende |
| ------------------------------------------- | ----------- | ----------- | -------- |
| Francisco Estrada                           |             | 1856        | 1857     |
| Cayo Marqués de San Carlos Quiñones de León |             | 1857        | 1859     |
| Manuel Rancés y Villanueva                  |             | 1859        | 1862     |
| Juan Antonio Rascón Navarro Seña y Redondo  |             | 1862        | 1864     |
| Tomás de Ligués y Bardají                   |             | 1864        | 1866     |

### Botschafter im Deutschen Reich

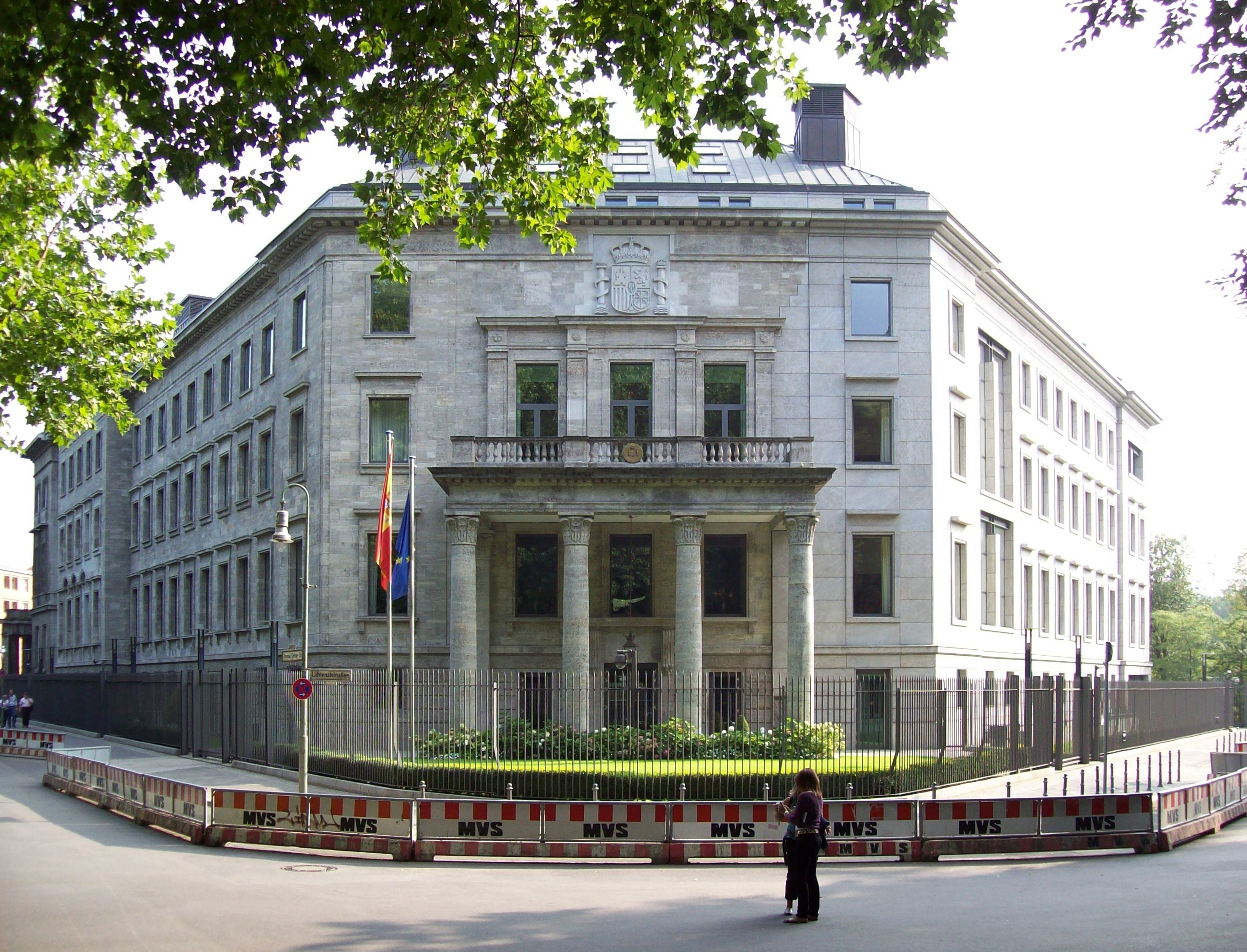
Seit März 1943: Spanische Botschaft in Berlin, Liechtensteiner Allee 1 Bezirk Tiergarten Berlin.

| Name                                          | Anmerkungen                                                                   | Amtsantritt      | Amtsende      |
| --------------------------------------------- | ----------------------------------------------------------------------------- | ---------------- | ------------- |
| Juan Antonio Rascón Navarro Seña y Redondo    | [ 3 ]                                                                         | 1869             | 1872          |
| Patricio de la Escosura Morrogh               |                                                                               | Juli 1872        | 1874          |
| Francisco Merry y Colom                       |                                                                               | 1875             | November 1888 |
| Juan Antonio Rascón Navarro Seña y Redondo    |                                                                               | November 1888    | Dezember 1890 |
| Miguel de los Santos de Bañuelos y Travel     |                                                                               | 14. Juli 1892    | 1893          |
| Felipe Méndez de Vigo y Osorio                | Dienstsitz Palacio Tiele-Winkler, Regentenstr. 15 (heute Hitzigallee), Berlin | 1893             | 1900          |
| Ángel de Ruata y Sichar                       |                                                                               | 1900             | 1906          |
| Luis Polo de Bernabé Pilón                    |                                                                               | 1906             | 1918          |
| Pablo Soler y Guardiola                       |                                                                               | 27. August 1920  | 1927          |
| Fernando Espinosa de los Monteros             |                                                                               | 18. Mai 1927     | 1931          |
| Américo Castro                                |                                                                               | 11. Mai 1931     | 1932          |
| Luis Araquistáin y Quevedo                    | 10. März 1932                                                                 | 1933             |               |
| Luis de Zulueta y Escolano                    |                                                                               | 4. August 1933   | 1934          |
| Francisco Agramonte y Cortijo                 | Juan Beigbeder                                                                | 28. Mai 1935     | 30. Juli 1936 |
| Antonio Magaz y Pers                          | (1863–1953) (Marqués de Magaz)                                                | 1937             | 1940          |
| Eugenio Espinosa de los Monteros y Bermejillo |                                                                               | 1940             | 1941          |
| José Finat y Escrivá de Romaní                |                                                                               | 1941             | 1942          |
| Ginés Vidal y Saura                           | Dienstsitz ab März 1943 Liechtensteinallee 1, Berlin                          | 21. Oktober 1942 | 1945          |
| Ignacio Moyano Araiztegui, Marqués de Inicio  |                                                                               | 1945             | 1948          |

### Botschafter in der Bundesrepublik Deutschland

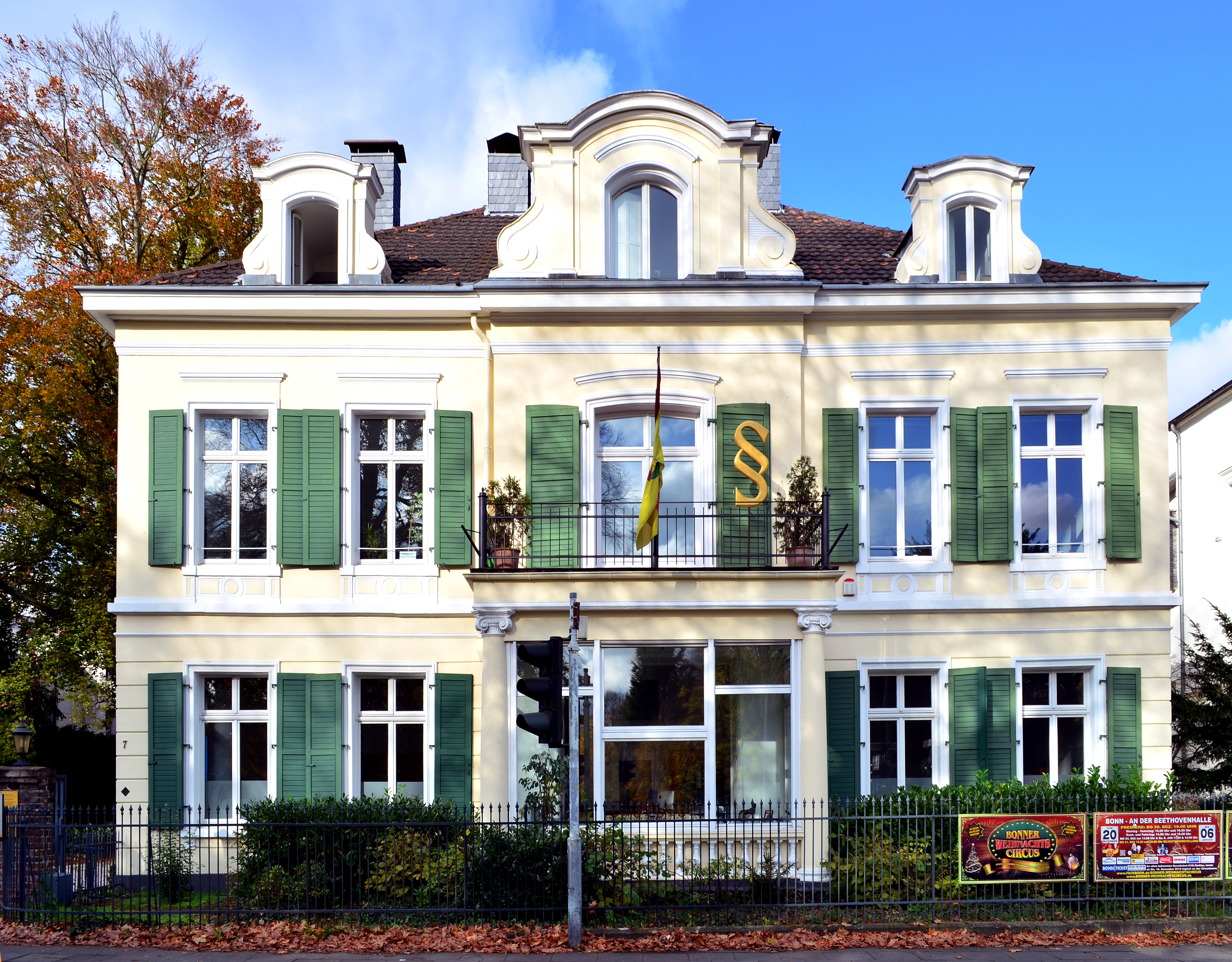
Villa Am Kurpark 7 im Bonner Stadtbezirk Bad Godesberg, 1951–1999 Residenz des spanischen Botschafters

| Name                                               | Anmerkungen                                              | Amtsantritt      | Amtsende          |
| -------------------------------------------------- | -------------------------------------------------------- | ---------------- | ----------------- |
| José Hegea Gonzales                                | Dienstsitz Hamburg                                       | 1948             | 1951              |
| Antonio María Aguirre y Gonzalo                    | Dienstsitz Bonn                                          | 11. Mai 1951     | 2. April 1959     |
| Luis de Urquijo y Lanchedo, 2. Marqués de Bolarque | (* 1899 † 1975)                                          | 2. April 1959    | 13. November 1964 |
| José Sebastián de Erice y O’Shea                   |                                                          | 1964             | 1971              |
| Francisco Javier Conde García                      |                                                          | 1971             | 1974              |
| Emilio Garrigues y Díaz-Cañabate                   |                                                          | 1975             | 1981              |
| Juan Durán-Loriga Rodrigáñez                       |                                                          | 1982             | 1983              |
| Eduardo Foncilla Casaus                            |                                                          | 1983             | 1991              |
| Fernando Perpiñá-Robert Peyra                      |                                                          | 1991             | 1996              |
| José Pedro Sebastián de Erice y Gómez-Acebo        | Dienstsitz ab 1999: Schönberger Ufer 89, Berlin          | 1996             | 2002              |
| José Rodríguez-Spiteri Palazuelo                   | Dienstsitz ab Oktober 2003: Liechtensteinallee 1, Berlin | 2002             | 2004              |
| Gabriel Busquets Aparicio                          | (* 1950 in Inca)                                         | 2004             | 2008              |
| Rafael Dezcallar de Mazarredo                      | (* 12. März 1955 in Palma de Mallorca)                   | 1. August 2008   | 2012              |
| Juan Pablo García-Berdoy                           |                                                          | 1. März 2012     | 31. Dezember 2016 |
| María Victoria Morera Villuendas                   |                                                          | 1. Februar 2017  | 31. Oktober 2018  |
| D. Ricardo Martínez Vázquez                        |                                                          | 31. Oktober 2018 | 2024              |
| Pascual Ignacio Navarro Ríos                       |                                                          | 20. März 2024    |                   |

## Gesandte in den deutschen Staaten (vor 1871)

### Gesandte in Bayern
- 1853–1857: Luis López de la Torre Ayllón (1799–1875)
- 1857–1859: Leopoldo Augusto de Cento
- 1859–1864: Resident in Wien
- 1864–1867: José Heriberto García de Quevedo (1819–1871)
- 1867–1875: Resident in Wien
- 1875–1876: Juan José Llorente
- 1876–1918: Resident in Berlin

### Gesandte in Sachsen
- 1738–1740: Pedro Cebrián y Agustín (* 1687; † 1752)